# آئاسی
آئاسی (به انگلیسی: 'Au'asi) یک منطقهٔ مسکونی در ایالات متحده آمریکا است که در ساموآی آمریکا واقع شده‌است. آئاسی ۰٫۶۷ کیلومتر مربع مساحت و ۱۲۵ نفر جمعیت دارد.